# Adriaan Dirk Hendrik Kolff

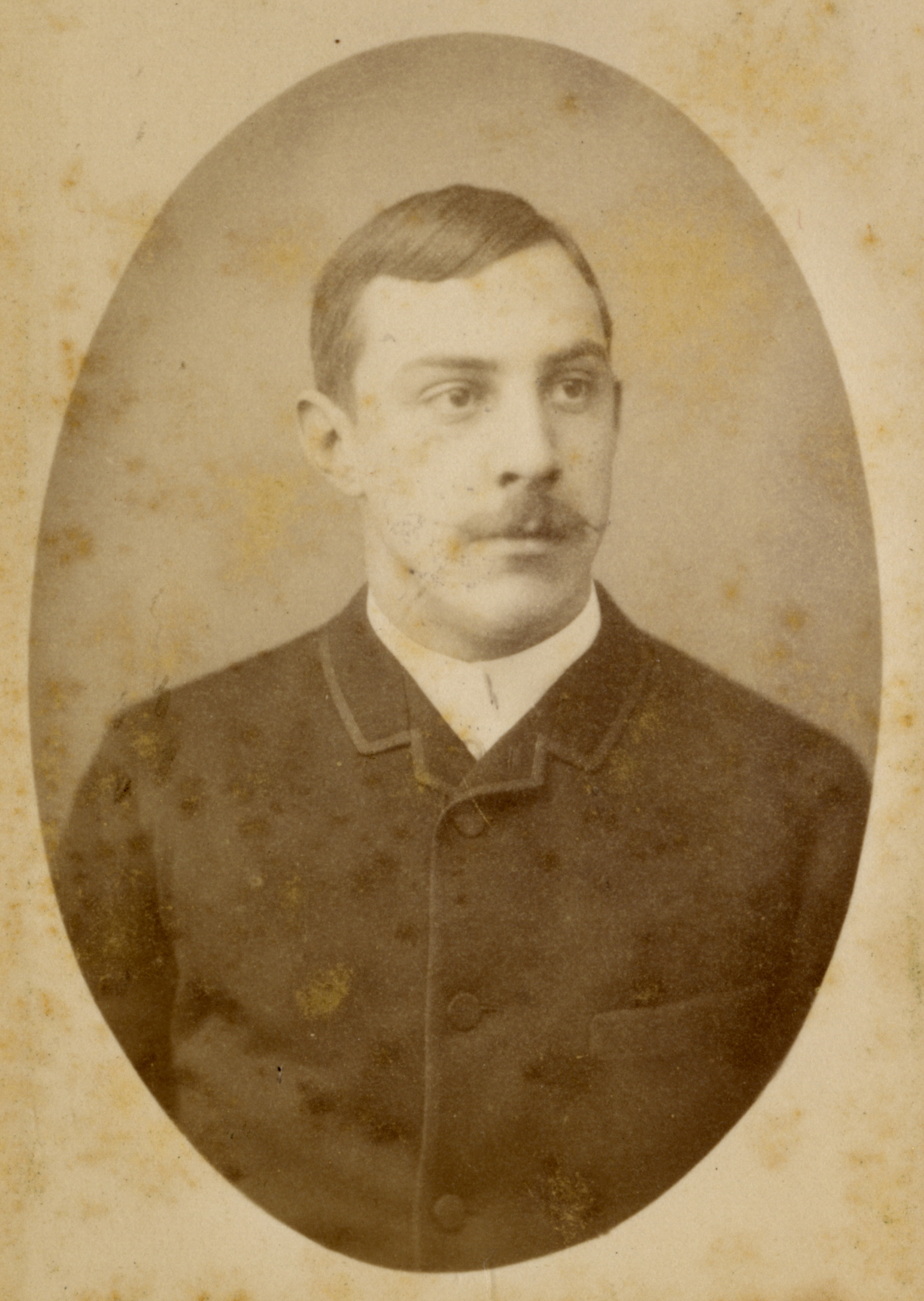
A.D.H. Kolff (ca. 1883)

Adriaan Dirk Hendrik Kolff (Arnhem, 8 oktober 1862 - Wiesbaden, 3 augustus 1921) was een Nederlandse jurist en burgemeester.
Kolff werd geboren in Arnhem als een zoon van suikerfabrikant Jeremias Adriaan Kolff en diens vrouw Charlotta Wilhelmina Banck. Hij studeerde rechten in Utrecht en promoveerde in 1886 op zijn proefschrift De jeugdige leeftijd in het strafwetboek. Hij werd kort daarop burgemeester; hij stond achtereenvolgens in Brouwershaven (1888-1890) en Schoonhoven (1893-1901).